# Sarah Hecken
Sarah Hecken (* 27. August 1993 in Mannheim) ist eine ehemalige deutsche Eiskunstläuferin, die im Einzellauf startete. Sie ist deutsche Meisterin der Jahre 2008, 2010, 2011 und 2013.

## Biografie
Sarah Hecken begann im Alter von drei Jahren mit dem Eislaufen. Die seit 1997 von Landestrainer Peter Sczypa trainierte Läuferin des Mannheimer ERC gewann vier Mal in Folge in ihrer jeweiligen Altersklasse den nationalen Meistertitel, wurde bereits mit zwölf Jahren baden-württembergische Meisterin der Senioren und verteidigte diesen Titel in den Jahren 2007, 2008, 2009 und 2011. Bei den Deutschen Meisterschaften 2008 in Dresden gewann sie überraschend als 14-Jährige die Seniorenkonkurrenz. Damit ist sie als Einzelläuferin die jüngste deutsche Meisterin in der Geschichte der Deutschen Eislauf-Union. Trotz Titelsieg war sie dennoch zu jung, um an der Europameisterschaft (ab 16 Jahren) teilnehmen zu dürfen. Bei den Deutschen Meisterschaften 2010 in Mannheim errang Hecken in ihrer Heimatstadt mit 157,49 Punkten zum zweiten Mal den Meistertitel.

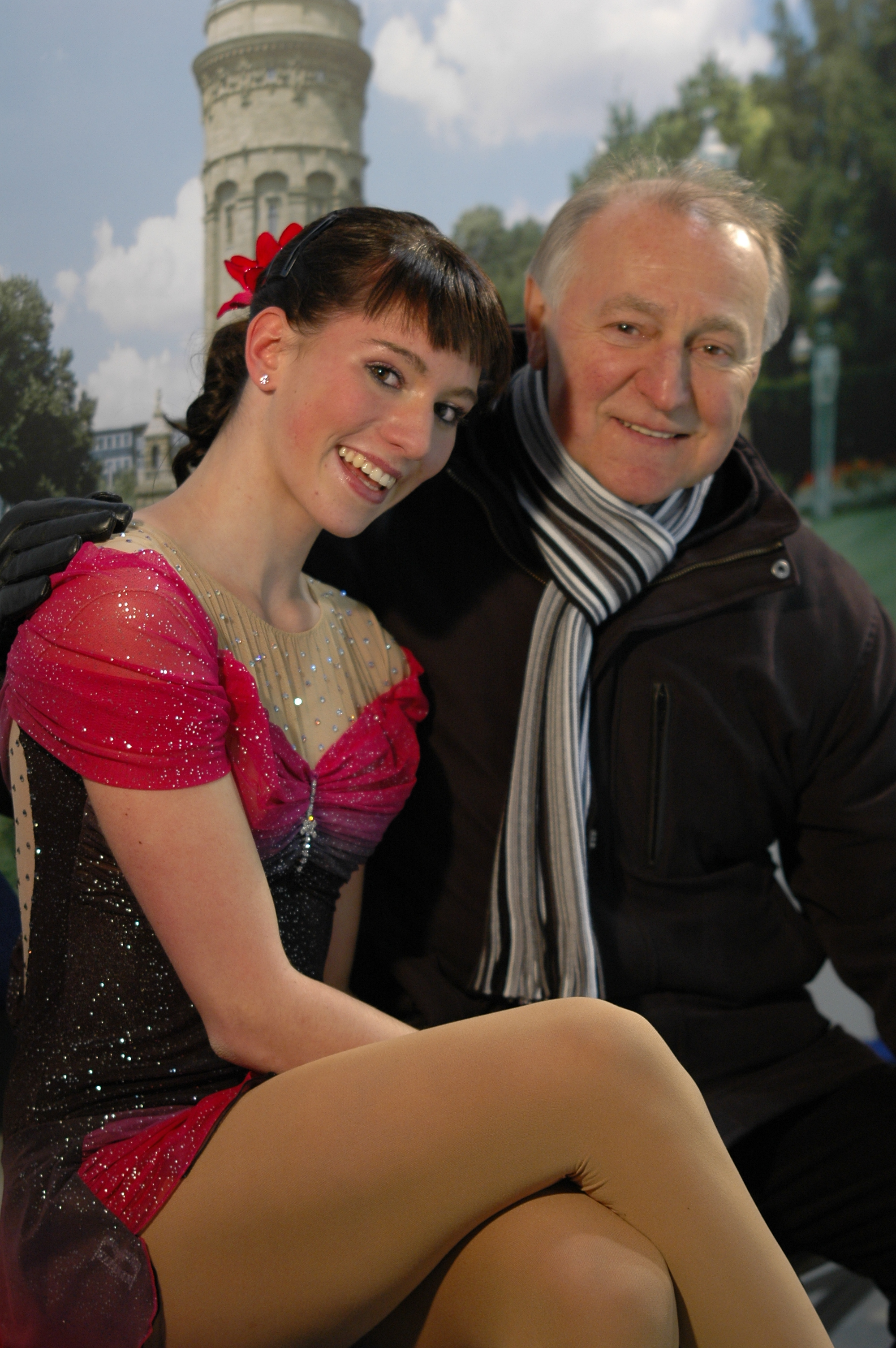
Meisterin Sarah Hecken mit Trainer Peter Sczypa bei den Deutschen Meisterschaften 2010 in Mannheim

Ihren ersten internationalen Erfolg feierte Hecken mit dem ersten Rang beim Junioren Grand Prix 2007 in Chemnitz, der zugleich den ersten Sieg einer deutschen Einzelläuferin in der 2000 eingeführten Wettkampfserie bedeutete. 2008 folgte Bronze beim Junioren Grand Prix in Meran. 2009 belegte Hecken den 7. Platz bei den Juniorenweltmeisterschaften in Sofia. Zum Saisonabschluss überraschte sie mit Gold bei der Triglav Trophy 2009 in Jesenice und zugleich ihrem ersten Sieg eines ISU Senior Wettkampfes.
In der olympischen Saison 2009/2010 startete sie offiziell erstmals international in der Senioren Klasse. Aufgrund ihres 18. Weltranglistenplatzes erhielt sie Einladungen in die USA und nach Kanada zu den dort ausgetragenen ISU Senior Grands Prix. Als einzige deutsche Eiskunstläuferin erreichte sie bei zwei internationalen ISU Wettkämpfen die Olympianorm und qualifizierte sich für die Olympischen Winterspiele in Vancouver. Zu den Olympischen Winterspielen 2010 reiste sie im Alter von 16 Jahren als jüngste Sportlerin der gesamten deutschen Olympiamannschaft an und erhielt den Medientitel des olympischen Kükens. Bei den Spielen erreichte sie den 18. Platz. Bei ihrem Debüt bei den Weltmeisterschaften 2010 in Turin belegte sie Rang zwölf und sicherte sich damit erneut ihre Startberechtigung für die Senior Grand Prix Serie 2010.

In der Saison 2010/2011 holte Hecken bei zwei ISU Wettkämpfen Medaillen. Beim IceChallenge 2010 in Graz belegte sie den 3. Rang. In Dortmund bei der NRW Trophy holte sie mit einem fehlerfreien Kürprogramm mit fünf Dreifachsprüngen Silber nach Hause. Im Januar 2011 gewann Hecken in Oberstdorf mit 149,11 Punkten ihren dritten deutschen Meistertitel und sicherte sich damit als einzige deutsche Einzelläuferin die Teilnahme an den Europameisterschaften 2011 in Bern und Weltmeisterschaften 2011 in Moskau. Bei den Europameisterschaften verpasste sie um einen Hundertstelpunkt eine Platzierung unter den besten Zehn und belegte mit insgesamt 137,43 Punkten den 11. Rang. Ihre beste Saisonleistung zeigte sie bei den Weltmeisterschaften 2011 in Moskau. Mit 155,83 Punkten holte sie ebenfalls den 11. Platz und sicherte sich damit erneut ihre persönliche Startberechtigung für zwei Senior-Grand-Prix-Wettkämpfe in der Saison 2011/12.

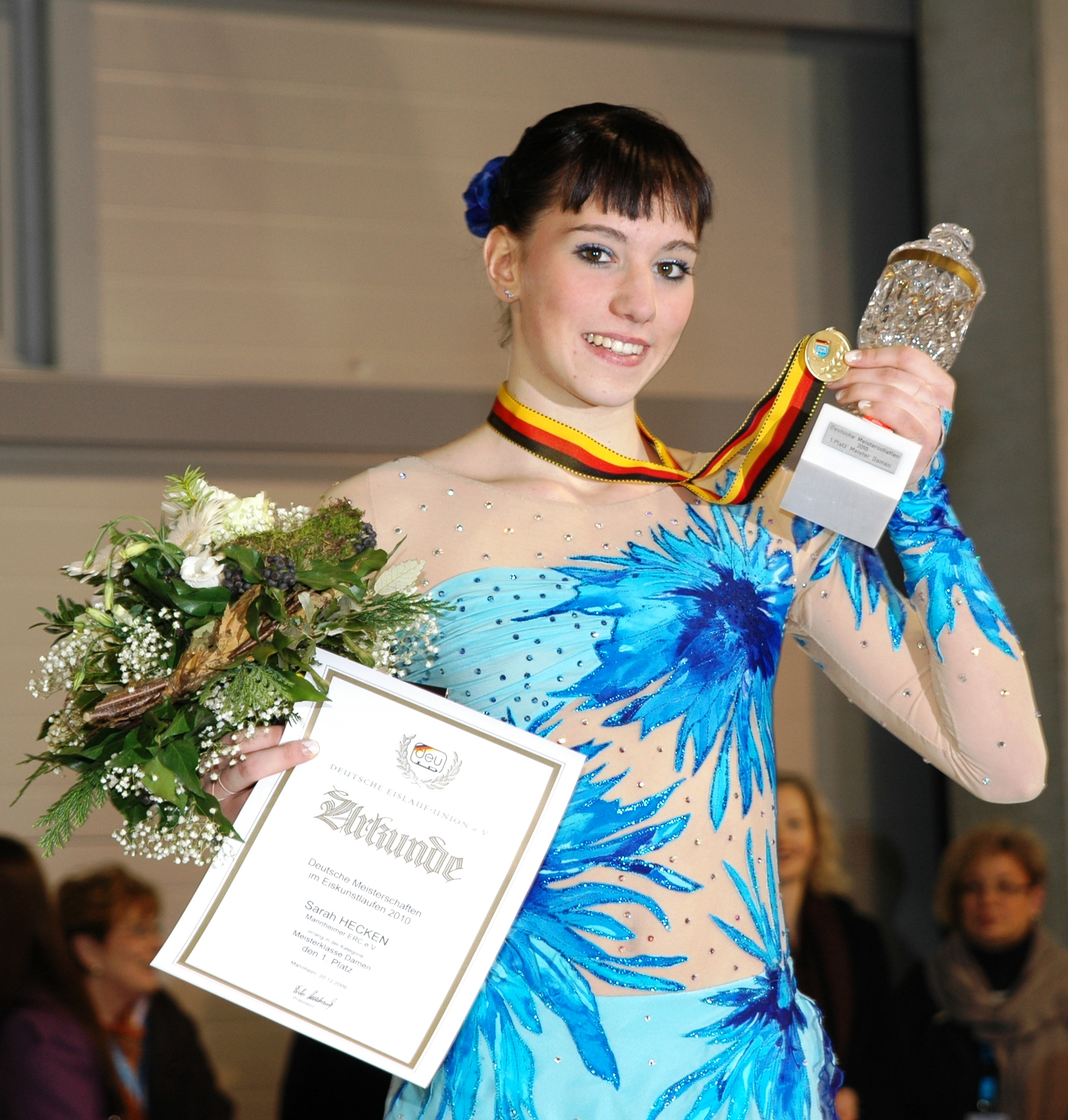
Sarah Hecken nach dem Gewinn der Deutschen Meisterschaft 2010

2013 holte sie in Hamburg bei den nationalen Titelkämpfen mit zwei fehlerfreien Programmen und acht dreifachen Sprüngen ihren 4. Deutschen Meistertitel.
Zwei Wochen vor den Deutschen Meisterschaften 2013/14, bei denen sie hinter Nathalie Weinzierl den zweiten Platz belegte, wechselte sie nach Berlin, um bei Stefan Lindemann zu trainieren. Bei den Europameisterschaften 2014 in Budapest belegte sie mit 35,20 Punkten den 34. Platz nach dem Kurzprogramm und verpasste damit erstmals das Finale der besten 24. Läuferinnen.
Sie besuchte die Integrierte Gesamtschule Mannheim-Herzogenried und legte dort 2012 erfolgreich ihr Abitur ab. Im Sommer 2012 trat sie der Bundeswehr als Sportsoldatin bei. Im Frühjahr 2010 wählte die Stadt Mannheim Sarah Hecken zur Sportlerin des Jahres 2009. Seit Oktober 2014 studiert sie BWL an der Humboldt-Universität zu Berlin.
2015 beendete Sarah Hecken aus gesundheitlichen und beruflichen Gründen ihre Karriere und wurde danach als Nachwuchstrainerin im Kinder- und Jugendbereich tätig.
Privat ist sie mit dem Eishockeyprofi Henry Haase liiert.

## Wettbewerbe
| Ergebnisse | Ergebnisse    | Ergebnisse    | Ergebnisse    | Ergebnisse    | Ergebnisse    | Ergebnisse    | Ergebnisse    | Ergebnisse    | Ergebnisse    | Ergebnisse    | Ergebnisse    | Ergebnisse    |
| International | International | International | International | International | International | International | International | International | International | International | International | International |
| Wettbewerb / Saison | 2003/04       | 2004/05       | 2005/06       | 2006/07       | 2007/08       | 2008/09       | 2009/10       | 2010/11       | 2011/12       | 2012/13       | 2013/14       | 2014/15       |
| --- | ------------- | ------------- | ------------- | ------------- | ------------- | ------------- | ------------- | ------------- | ------------- | ------------- | ------------- | ------------- |
| Olympische Winterspiele |               |               |               |               |               |               | 18.           |               |               |               |               |               |
| Weltmeisterschaften |               |               |               |               |               |               | 12.           | 11.           | 20.           |               |               |               |
| Europameisterschaften |               |               |               |               |               |               | 16.           | 11.           |               |               | 34.           |               |
| GP Trophée Eric Bompard |               |               |               |               |               |               |               | 10.           |               |               |               |               |
| GP Skate America |               |               |               |               |               |               | 8.            |               |               | 10.           |               |               |
| GP Skate Canada |               |               |               |               |               |               | 9.            |               | 8.            |               |               |               |
| Bavarian Open |               |               | 1. Y.         |               | 1.            |               |               |               | 4.            | 2.            |               |               |
| Coupe de Nice |               |               |               |               |               |               | Z             |               |               |               | 11.           | 15.           |
| Ice Challenge |               |               |               |               |               |               |               | 3.            |               |               |               |               |
| Merano Cup |               |               |               |               |               |               |               |               |               | 1.            | 2.            |               |
| New Year’s Cup |               |               |               |               |               |               |               |               |               | 1.            |               |               |
| Nebelhorn Trophy |               |               |               |               |               | 9.            | 7.            | Z             | 6.            | 10.           |               |               |
| NRW Trophy |               |               |               |               |               |               |               | 2.            |               | 15.           |               |               |
| Nepela Memorial |               |               |               |               |               | 3.            |               |               |               |               | 7.            |               |
| Coupe du Printemps |               |               |               |               |               |               |               |               | 1.            |               |               |               |
| Triglav Trophy |               |               |               |               |               | 1.            |               |               |               |               |               |               |
| Heiko Fischer | 1. N.         | 1. N.         | 1. Y.         | 2.            |               | 1.            |               |               |               |               |               |               |
| International: Junioren (bis Saison 2008/2009) |               |               |               |               |               |               |               |               |               |               |               |               |
| Juniorenweltmeisterschaften |               |               |               |               | 8.            | 7.            |               |               |               |               |               |               |
| JGP Österreich |               |               |               |               | 13.           |               |               |               |               |               |               |               |
| JGP Deutschland |               |               |               |               | 1.            |               |               |               |               |               |               |               |
| JGP Italien |               |               |               |               |               | 3.            |               |               |               |               |               |               |
| JGP Südafrika |               |               |               |               |               | 5.            |               |               |               |               |               |               |
| National |               |               |               |               |               |               |               |               |               |               |               |               |
| Deutsche Meisterschaften | 2. N. (*)     | 1. N.         | 1. Y.         | 1. J.         | 1.            | 4.            | 1.            | 1.            |               | 1.            | 2.            | 4.            |
| GP = Grand Prix; JGP = Junioren Grand Prix; Z = Zurückgezogen Levels: N. = Novizen; Y. = Jugend; J. = Junioren (*) Die Deutschen Novizen Meisterschaften 2003–2004 wurden als Offene Deutsche Meisterschaften ausgetragen. |               |               |               |               |               |               |               |               |               |               |               |               |